# Lengua de señas hondureña
La lengua de señas hondureña (LESHO), es la lengua de señas dominante usada en Honduras. En este país también es utilizada la lengua de señas americana en la educación dirigida a la comunidad sorda, aunque no es clara la relación de la LESHO con esta y otras lenguas de señas geográficamente cercanas.